# ツリスガラ科
ツリスガラ科（ツリスガラか、学名 Remizidae）は、鳥類スズメ目の科である。ツリスガラ（吊巣雀）と呼ばれるが、狭義にはこの1種をツリスガラと呼ぶ。

## 特徴
旧世界および、1種アメリカツリスガラ Auriparus のみが北米大陸に住む。
ほとんどの種が、枝から草を吊った袋状の巣を作り、ツリスガラの名の由来となっている。
昆虫食。

## 系統と分類
Sibley et al. (1988) ではウグイス上科に、シジュウカラ科 Paridae ツリスガラ亜科 Remizinae として分類されていた。しかし Sibley et al. のシジュウカラ科（シジュウカラ科+ツリスガラ科）は、ウグイス上科の中核とは系統的に離れており、シジュウカラ上科 Paroidea として分離される。
カラハタオリ Pholidornis はツリスガラ科などさまざまな科に含める説があったが、コバシミドリムシクイ Hylia に近縁でありウグイス科 Cettidae に分類される。

## 属と種
国際鳥類学会議 (IOC) より。4属12種。
- Remiz ツリスガラ属
  - Remiz pendulinus, Eurasian Penduline Tit, ニシツリスガラ
  - Remiz macronyx, Black‐headed Penduline Tit （R. pendulinus から分離）
  - Remiz coronatus, White‐crowned Penduline Tit, シラガツリスガラ
  - Remiz consobrinus, Chinese Penduline Tit, ツリスガラ
- Anthoscopus アフリカツリスガラ属
  - Anthoscopus punctifrons, Sennar Penduline Tit, コモンアフリカツリスガラ
  - Anthoscopus parvulus, Yellow Penduline Tit, キイロアフリカツリスガラ
  - Anthoscopus musculus, Mouse‐colored Penduline Tit, ネズミアフリカツリスガラ
  - Anthoscopus flavifrons, Forest Penduline Tit, キンビタイアフリカツリスガラ
  - Anthoscopus caroli, Penduline Tit, アフリカツリスガラ （African Penduline Tit; A. sylviella を含む）
  - Anthoscopus minutus, Cape Penduline Tit, キバラアフリカツリスガラ (Southern Penduline Tit)
- Auriparus
  - Auriparus flaviceps, Verdin, アメリカツリスガラ
- Cephalopyrus
  - Cephalopyrus flammiceps, Fire‐capped Tit, ベニビタイガラ